# Хизозеро
Хизозеро — озеро на территории Сосновецкого сельского поселения Беломорского района Республики Карелии.

## Общие сведения
Площадь озера — 1,8 км². Располагается на высоте 103,2 метров над уровнем моря.
Форма озера лопастная, продолговатая: оно вытянуто с северо-запада на юго-восток. Берега каменисто-песчаные, местами заболоченные.
Из северо-западной оконечности озера вытекает безымянный водоток, впадающий в плёс Юзмозеро, являющийся частью озера Ригорека, через которое протекает река Охта. Последняя впадает в реку Кемь.
Код объекта в государственном водном реестре — 02020001011102000006462.